# Turan (mitologia)
Turan era una deessa de la mitologia etrusca. El seu nom significa «la senyora» i era la divinitat de l'amor, la fertilitat i la vitalitat. També era la patrona de Volci, una de les ciutats més importants d'Etrúria.
Turan era segurament una divinitat molt antiga, però no consta ni a la llista de divinitats inscrites a l'Harúspex de Piacenza ni al llistat que dona el gramàtic Marcià Mineu Fèlix Capel·la. Entre els etruscs el seu nom corresponia al mes de juliol, perquè en aquell mes es celebraven les festes més importants en el seu honor.
Era l'esposa de Laran i anava acompanyada d'altres divinitats menors anomenades lasa. A les representacions de Turan es veu que sempre porta ales, i es troba en molts miralls, de vegades amb petites ales als peus, com un que hi ha al British Museum. Tenia com a animals sagrats el colom i el cigne, que transmetien ràpidament les seves intencions.

## Culte
Era venerada a tota la costa del Latium, sobre tot al santuari que tenia a Graviscae, una ciutat propera a Tarquínia i probablement el seu port, i se la venerava com a protectora dels navegants. S'han trobat moltes ofrenes a aquesta deessa vora del temple, principalment fetes per dones, amb inscripcions votives en etrusc i en grec dels segles VI al IV aC. En una de les inscripcions se l'anomena Turan Ati, 'Mare Turan', que s'interpreta com una similitud amb Venus Genitrix.
A la mitologia romana correspon a la deessa Venus i a la mitologia grega a Afrodita.